# Longitarsus exsoletus
Longitarsus exsoletus es una especie de insecto coleóptero de la familia Chrysomelidae. Fue descrita científicamente en 1758 por Carolus Linnaeus.

## Descripción
Longitarsus exsoletus es un pequeño escarabajo de hojas, con una longitud corporal que varía entre 2.5 y 3 milímetros. Se caracteriza por presentar élitros de color amarillo claro a marrón claro, lo que le proporciona un aspecto distintivo dentro de su género. Su cuerpo compacto y brillante es típico de los escarabajos de la familia Chrysomelidae.